# Cool Joke
Cool Joke é uma banda de rock japonesa. 

## Discografia

### Singles
1. "UNDO" (12 de maio de 2004) - terceiro tema de abertura do anime Fullmetal Alchemist
2. OK,フルスロットル / "OK, Full Throttle" - (19 de Janeiro de 2005)
3. 愛のチカラ / "Ai no CHIKARA" - (18 de agosto de 2005)
4. 世界は君の手の中に、光は詩の中に / "Sekai wa kimi no te no naka ni, hikari wa shi no naka ni" - (21 de setembro de 2005)

### Álbuns
1. COOL JOKE (26 de Outubro de 2005)